# Farkasdifalva
Farkasdifalva (németül: Neumarkt an der Raab, szlovénül: Stankovci) Rábaszentmárton településrésze, egykor önálló község Ausztriában, Burgenland tartományban, a Gyanafalvi járásban.

## Fekvése
Gyanafalvától 2 km-re délkeletre, a Rába jobb partján, a magyar határ mellett fekszik

## Története
A települést 1387-ben "Farkasfalua" néven említik először. A későbbiekben általában "Farkasfalua", "Farkafalwa", "Farkasfalva", "Farkasffalwa" névváltozatokban szerepel az oklevelekben. Nevét valószínűleg első birtokosáról kapta. Német neve csak 1698-ban bukkan fel "Naimork seu Farkafalva" alakban. Korábban ez a terület az Őrvidékhez tartozott, ahová királyaink a csatlakozott népekből határőrzőket telepítettek. A 12. században a Németújvári grófok birtoka volt, majd 1183-ban III. Béla király az akkor alapított szentgotthárdi ciszterci apátságnak adta. 1266-ban IV. Béla a dobrai vár uradalmához csatolta. 1387-ben Luxemburgi Zsigmond Dobra várát az uradalommal együtt a Széchy családnak adományozta. 1529-ben és 1532-ben feldúlta a Bécs vára ellen vonuló török.
1569-ben Miksa császártól vásártartási jogot kapott. Az oklevél szerint évi három országos vásárt tarthatott, március 12-én, május 25-én és szeptember 1-jén. A császár keddi napokra hetivásárt is engedélyezett a falunak. 1605-ben a Rába völgyével együtt Bocskai hajdúi dúlták fel. 1607-ben a dobrai uradalom a Batthyány család birtoka lett. 1646. március 7-én a települést váratlan török rajtaütés érte, melyben 25 ház égett le, 21 lakost öltek meg és 199 lakost, főként asszonyokat és gyermekeket hurcoltak fogságba. A megmaradt lakosságot a török nyomában érkező császári zsoldosok sanyargatták. Ezután lakói a töröknek is fizettek adót. 1664. július 31-én és augusztus 1-én a szentgotthárdi csatatérhez közeli falut a török tatár segédhadai pusztították el. 1683-ban újra feldúlták a Bécs ellen vonuló török hadak. 1704. október 3-án a környék településeivel együtt kuruc hadak égették fel, a tűzben 28 ház és a malom semmisült meg és legalább két helyi lakost öltek meg. A sok pusztítást után a település 1750-ben tarthatott újra vásárt.
1787-ben Farkasdifalva 120 házában 817 lakos élt. 1828-ban 113 háza volt 986 lakossal. 1857-be 160 házat és 1216 lakost számláltak a településen. 1878 március 25-én nagy tűzvész pusztított, melyben 9 lakóház égett le. Ezt követően 1880-ban megalakult a helyi önkéntes tűzoltóegylet. A tűzoltó szerház 1901-ben épült fel, 1961-ben toronnyal bővítették.
Vályi András szerint "FARKASDI FALVA. Neumark. Német falu Vas Vármegyében, földes Ura Gróf Battyáni Uraság, lakosai katolikusok, fekszik Sz. Gothárdtól egy mértföldnyire. Határja középszerű, tulajdonságaira nézve hasonló Alsó Szolnokhoz, második Osztálybéli."
Fényes Elek szerint "Farkasdifalva, Neumarkt, német falu, Vas vármegyében: 1027 kath. lak. Sok legelő; erdő. F. u. gr. Batthyáni Lajos. Ut. posta Fürstenfeld 2 óra."
Vas vármegye monográfiája szerint "Farkasdifalva, Rába-menti község, lakóinak száma 1182, akik mind németajkúak, vallásuk pedig r. kath. és ág. ev. A házak száma 185. Postája és távírója Gyanafalva. Kath. temploma 1746-ban épült. A község végén, magas hegyen fekszik a Batthyány grófok kastélya."
1910-ben 1101, túlnyomórészt német lakosa volt. A trianoni békeszerződésig Vas vármegye Szentgotthárdi járásához tartozott. Az első világháborúban 19 helyi lakos esett el. A békeszerződések Ausztriának ítélték, az osztrák csendőrség azonban csak 1921 novemberében vonult be a településre a magyar szabadcsapatok ellenállása miatt. Az orosz csapatok 1945. március 31-én foglalták el Farkasdifalvát. A harcokban 5 helyi lakos mellett 28 lakóház, a csendőrőrs és számos gazdasági épület pusztult el. A frontokon 14 itteni katona esett el, 11-en pedig eltűntek.
1947. március 14-én nagy árvíz pusztított, majd 1954-ben a Rába háromszor is elöntötte a települést. 1956 novemberében a nyitott határok át mintegy 3000 magyar menekült érkezett a településre. Kulturális egyesületét 1968-ban alapították. 1971-ben közigazgatásilag Rábaszentmártonhoz csatolták. 2007. december 21-én megnyitották a szomszédos magyar faluba Alsószölnökre vezető 3,5 km-es utat. 2001-ben Farkasdifalvának 325 lakosa volt.

## Nevezetességei
- A Rába feletti magaslaton áll az 1846-ban épített Batthyány-kastély.
- Falumúzeumában ma 8 épület látogatható.
- Falugaléria
- Fa harangláb
- Kápolna
- Hősi emlékmű